# Улица Карпинского (Санкт-Петербург)
Улица Карпи́нского — улица в Калининском районе Санкт-Петербурга. Начинается от улицы Верности и заканчивается у пересечения Северного проспекта и улицы Руставели.
Располагается на границе двух муниципальных образований города: Гражданка и Пискарёвка.

## История
Улица была наименована 14 июля 1965 года в память о русском геологе А. П. Карпинском, в ряду других улиц Гражданки, Сосновки и Большой Кушелевки, названных в честь учёных.

## Пересечения
Граничит и пересекается со следующими улицами:
- Северный проспект, упирается в Муринский парк;
- проспект Науки;
- улица Руставели;
- Амурская улица.

В южной части, плавно переходя в  улицу Верности, упирается в Пискарёвский парк.

## Жилая застройка
Жилые дома на улице Карпинского представлены, в основном, типовыми сериями панельных домов. К северу от проспекта Науки это преимущественно дома 507-й серии. Семиэтажные расположились с чётной стороны, пятиэтажные — с нечётной и во дворах. В южном направлении, ближе к Пискарёвскому парку, начинает преобладать типовая серия кирпичных домов 1-528КП-40, наряду с ними можно заметить всеми известные девятиэтажки 606-й серии, а также изредка встречаются относительно новые проекты последних лет.

## Дорожное движение
Вдоль улицы насчитывается восемь пешеходных переходов, три из которых дублируют светофоры. Дорога состоит из четырёх основных полос, а также четырёх придворовых. В связи с тем, что половина из них большую часть времени задействуется как парковка, по утрам можно довольно часто наблюдать дорожные заторы.

## Развлечения
Среди любимых точкек на карте, где местные жители могут заниматься спортом и хорошо проводить время, можно назвать Муринский и Пискарёвский парки, а также сад Жореса Алфёрова.
Неподалёку от границ улицы располагается один из трёх имеющихся в городе клубных ресторанов «Всё хорошо», возле которого регулярно кипит ночная жизнь.
Однако главной же точкой притяжения для жителей можно справедливо назвать перекрёсток Гражданского проспекта и проспекта Науки. И в частности прилегающие к ним торгово-развлекательные комплексы «Академ-Парк», «Академический», «Торговый двор», «Призма», а также рестораны «Токио Сити» и «Beer House».

## Образование
В непосредственной близости от улицы располагается несколько учебных заведений средне-специального и высшего образования. В пешей доступности находятся «Академия управления городской средой, градостроительства и печати» и «ГБПОУ Колледж кулинарного мастерства». А в радиусе трёх километров располагаются «ВНИИГ им. Б. Е. Веденеева», «Военная академия связи им. С. М. Будённого», Политехнический университет им. Петра Великого и «СЗГМУ им. И. И. Мечникова».

## Здания и объекты
- Гипермаркет «О’кей»;
- Муринский парк
- Сквер Чингиза Айтматова (на углу с улицей Руставели);
- Ресторан «Saltan»;
- Детская школа искусств № 12: музыкальное отделение;
- Супермаркет «Пятёрочка»;
- Детский сад № 24 Калининского района;
- Школа № 561 Калининского района;
- «Центр социальной реабилитации инвалидов и детей-инвалидов Калининского района»[1];
- «Центр гигиены и эпидемиологии», восточный филиал;
- Детско-юношеская спортивная школа №1 Калиниского района: отделение волейбола;
- «Таверна на Карпинского»;
- Детский сад № 96 Калининского района;
- Городская детская поликлиника № 10;
- Пискарёвский парк;
- Детско-юношеская академия футбольного клуба «Зенит» (на пересечении с улицей Верности).

## Транспорт
Вдоль улицы располагается несколько остановок общественного транспорта. Несмотря на это, наибольший пассажиропоток образуется на перекрёстке с проспектом Науки, так как оттуда можно быстрее всего добраться до метро. Ближайшая станция —  Академическая. Расстояние до неё в зависимости от местоположения на улице составляет от  1,6 до 2,3 км.
Также в пешей доступности располагается несколько железнодорожных станций приозерского направления октябрьской железной дороги. Станция  Ручьи находится на границах Калининского и Красногвардейского районов. Расстояние до неё около 1,2 км. Станция  Пискарёвка располагается чуть дальше одноимённого мемориального кладбища, известного на весь мир. Располагается примерно в 2 км к югу. Платформа  Новая Охта находится к северу от города, и расстояние напрямую до неё ориентировочно 2,5 км.

### Автобусные маршруты
| №   | Остановки | Пересадки                                                                        | Конечный пункт 1                      | Конечный пункт 2                      |
| --- | --- | -------------------------------------------------------------------------------- | ------------------------------------- | ------------------------------------- |
| 61  | только по нечётной стороне: улица Карпинского (пересечение с проспектом Науки) улица Карпинского, 28 улица Карпинского, 38                          | Ручьи Академическая                                                              | Челябинская улица (кольцевой маршрут) | Челябинская улица (кольцевой маршрут) |
| 78  | улица Карпинского (пересечение с проспектом Науки) улица Карпинского, 28 улица Карпинского, 38 улица Руставели, 37 (пересечение с улицей Руставели) | Академическая                                                                    | Ручьи (кольцевой маршрут)             | Ручьи (кольцевой маршрут)             |
| 94  | улица Карпинского (пересечение с проспектом Науки) улица Карпинского, 28 улица Карпинского, 38                                                      | Новая Деревня (~400 м) Ланская (~600 м) Политехническая                          | Чёрная речка                          | Ручьи                                 |
| 102 | улица Карпинского (пересечение с проспектом Науки)                                                                                                  | Академическая Ручьи Пискарёвка                                                   | проспект Культуры                     | Проспект Большевиков                  |
| 153 | улица Карпинского (пересечение с проспектом Науки)                                                                                                  | Академическая Ручьи Пискарёвка                                                   | проспект Культуры                     | Гипермаркет Лента (Хасанская улица)   |
| 176 | улица Карпинского (пересечение с проспектом Науки) улица Карпинского, 28 улица Карпинского, 38                                                      | Гражданский проспект Академическая Ручьи Пискарёвка                              | Суздальский проспект                  | Площадь Ленина Финляндский вокзал     |
| 177 | улица Карпинского (пересечение с проспектом Науки)                                                                                                  | Академическая Гражданский проспект Новая Охта                                    | Ручьи (кольцевой маршрут)             | Ручьи (кольцевой маршрут)             |
| 199 | улица Руставели, 37 (пересечение с улицей Руставели)                                                                                                | Парнас Проспект Просвещения Гражданский проспект                                 | Толубеевский проезд                   | Ручьи                                 |
| 202 | улица Карпинского (пересечение с проспектом Науки)                                                                                                  | Комендантский проспект (~700 м) Пионерская Академическая                         | Глухарская улица                      | Ручьи                                 |
| 206 | улица Карпинского (пересечение с проспектом Науки)                                                                                                  | Академическая Ручьи Пискарёвка Новочеркасская                                    | Северная площадь                      | Таллинская улица                      |
| 250 | улица Карпинского (пересечение с проспектом Науки)                                                                                                  | Новая Деревня (~400 м) Ланская (~600 м) Площадь Мужества                         | Чёрная речка                          | Ручьи                                 |
| 272 | улица Руставели, 37 (пересечение с улицей Руставели)                                                                                                | —                                                                                | Озерки                                | Ручьи                                 |
| 283 | улица Карпинского (пересечение с проспектом Науки)                                                                                                  | Академическая Проспект Просвещения                                               | Ручьи (кольцевой маршрут)             | Ручьи (кольцевой маршрут)             |
| 293 | улица Карпинского (пересечение с проспектом Науки)                                                                                                  | Пионерская Академическая Ручьи                                                   | Аэродромная улица                     | Проспект Маршака                      |
| 294 | улица Карпинского (пересечение с проспектом Науки) улица Карпинского, 28 улица Карпинского, 38                                                      | Комендантский проспект Пионерская Площадь Мужества Политехническая Академическая | Старая Деревня                        | Ручьи                                 |

### Трамвайные маршруты
| №   | Остановки                                                                                                   | Пересадки                                            | Конечный пункт 1     | Конечный пункт 2              |
| --- | --- | ---------------------------------------------------- | -------------------- | ----------------------------- |
| 9   | улица Карпинского (пересечение с проспектом Науки)                                                          | Озерки Академическая Ручьи                           | Удельная             | Проспект Мечникова Пискарёвка |
| 38  | улица Карпинского (пересечение с проспектом Науки)                                                          | Площадь Мужества Политехническая Академическая Ручьи | Кушелевка            | Проспект Мечникова Пискарёвка |
| 51  | улица Руставели, дом 37 (пересечение с улицей Руставели)                                                    | Гражданский проспект Новая Охта Ручьи                | Суздальский проспект | Проспект Мечникова Пискарёвка |
| 57  | улица Карпинского (пересечение с проспектом Науки) улица Руставели, дом 37 (пересечение с улицей Руставели) | Политехническая (~300 м) Академическая Ручьи         | Тихорецкий проспект  | Вещевой рынок «Гражданский»   |
| 100 | улица Руставели, дом 37 (пересечение с улицей Руставели)                                                    | Проспект Просвещения Гражданский проспект Новая Охта | Придорожная аллея    | Ручьи                         |

### Троллейбусные маршруты
| №  | Остановки                                          | Пересадки                                                    | Конечный пункт 1       | Конечный пункт 2                  |
| -- | -------------------------------------------------- | ------------------------------------------------------------ | ---------------------- | --------------------------------- |
| 38 | улица Карпинского (пересечение с проспектом Науки) | Гражданский проспект Академическая (~700 м) Ручьи Пискарёвка | Светлановский проспект | Площадь Ленина Финляндский вокзал |